# Beril Böcekler
Beril Böcekler (Ankara, 7 de febrer de 2004) és una nedadora turca. Als 15 anys tenia tres records de Turquia (de dones adultes). El 2020 va guanyar la medalla d'or en 400 m lliures al Camille Muffat Golden Tour de França, fent un nou record de Turquia amb 4.09.60, i deixant enrere la tres-vegades-campiona olìmpica Katinka Hosszú d'Hongria. Böcekler és alumna d'educació secundaria a Ankara i esportista pertanyent al club esportiu ENKA d'Istanbul.